# Leonid Kantorovici
Leonid Vitalievici Kantorovici (n. 19 ianuarie 1912, Sankt Petersburg, Imperiul Rus – d. 7 aprilie 1986, Moscova, RSFS Rusă, URSS) a fost un matematician și economist rus sovietic, laureat al Premiului Nobel pentru Economie (1975).
În 1949, Leonid Kantorovici a fost decorat cu Premiul Stalin.